# Obernau
Obernau là một đô thị thuộc huyện Altenkirchen, trong bang Rheinland-Pfalz, phía tây nước Đức. Đô thị Obernau có diện tích 1,48 km², dân số thời điểm ngày 31 tháng 12 năm 2006 là 140 người.